# Беренд, Герман Генрих
Герман Генрих Беренд (нем. Hermann-Heinrich Behrend; 25 августа 1898 — 19 июня 1987) — немецкий офицер, участник Первой и Второй мировых войн, генерал-майор. Кавалер Рыцарского креста с Дубовыми листьями и Мечами.

## Первая мировая война
В июне 1915 года поступил добровольцем на военную службу, в пехотный полк. С марта 1916 года — унтер-офицер, с апреля 1917 года — лейтенант. В конце войны командовал пулемётной ротой. Награждён Железными крестами обеих степеней. Был ранен.

## Между мировыми войнами
Продолжил службу в рейхсвере. К началу Второй мировой войны — майор, командир пехотного батальона.

## Вторая мировая война
Участвовал во Французской кампании 1940 года, награждён планками к Железным крестам (повторное награждение).
С 22 июня 1941 года — участвовал в германо-советской войне, на северном участке Восточного фронта. В июле 1941 года — награждён Рыцарским крестом. Произведён в звание подполковника. В сентябре 1941 года — тяжело ранен в боях под Ленинградом. После госпиталя — в запасном батальоне.
В январе-июле 1942 года — в патрульной службе (Heeresstreifendienst) на Украине, в августе-декабре 1942 года — начальник патрульной службы в Норвегии, в январе-мае 1943 года — начальник патрульной службы в Германии. С марта 1943 года — полковник.
С июня 1943 года — вновь на Восточном фронте, командир гренадерского полка 58-й пехотной дивизии (под Ленинградом, затем в районе Нарвы). В январе 1944 года — ранен. В марте 1944 года — награждён Дубовыми листьями к Рыцарскому кресту.
С июля 1944 года — командир гренадерского полка 299-й пехотной дивизии (в районе Гродно).
В январе-марте 1945 года — в резерве фюрера. С апреля 1945 года — командир 490-й пехотной дивизии (на Западном фронте). Произведён в звание генерал-майора, награждён Мечами (№ 148) к Рыцарскому кресту с Дубовыми листьями.
После капитуляции Германии взят в британский плен.

## После войны
Отпущен из британского плена в мае 1947 года.

## Награды
- Железный крест 2-го класса (9 июня 1917) (Королевство Пруссия)
- Железный крест 1-го класса (4 ноября 1918) (Королевство Пруссия)
- Нагрудный знак «За ранение» (1918) в чёрном
- Крест «За военные заслуги» (Великое герцогство Мекленбург-Шверин)
- Почётный крест Первой мировой войны 1914/1918 с мечами (21 января 1935)
- Пряжка к Железному кресту 2-го класса (12 мая 1940)
- Пряжка к Железному кресту 1-го класса (10 июня 1940)
- Медаль «За зимнюю кампанию на Востоке 1941/42»
- Нагрудный знак «За ранение» (1939) в серебре (29 июля 1942)
- Нагрудный знак «За ранение» (1939) в золоте (2 февраля 1944)
- Нагрудный штурмовой пехотный знак (20 апреля 1943)
- Рыцарский крест Железного креста с дубовыми листьями и мечами
  - рыцарский крест (15 июля 1941)
  - дубовые листья (№ 421) (6 марта 1944)
  - мечи (№ 148) (26 апреля 1945)
- Упоминание в Вермахтберихт 18 апреля 1945